# WerkstattGeschichte
WerkstattGeschichte (eigene Schreibung WERKSTATTGESCHICHTE) ist eine deutschsprachige Fachzeitschrift für Geschichte, die seit 1992 erscheint. Jede Ausgabe bildet einen Themenschwerpunkt von der frühen Neuzeit bis zum 20. Jahrhundert, wobei der Schwerpunkt in Veröffentlichungen über die Zeit des Nationalsozialismus, über Imperialismus und Kolonialismus sowie über Kultur- und Alltagsgeschichte liegt. Neben den Aufsätzen zum Themenschwerpunkt enthält jede Ausgabe einen Mittelteil mit thematisch ungebundenen Beiträgen in wechselnden Rubriken wie Debatte, Werkstatt, Interview, Dingfest (objektgeschichtliche Miniaturen) oder Filmkritik sowie einen Rezensionsteil mit Besprechungen zu neuen Dauerausstellungen in Museen und Buchrezensionen zu Neuerscheinungen in der Geschichtswissenschaft.
Die Zeitschrift wird vom Verein für kritische Geschichtsschreibung e. V. ohne universitäre Anbindung herausgegeben. Mit drei Ausgaben jährlich erschien die Zeitschrift bis 2003 im Ergebnisse Verlag (Hamburg) und von 2004 bis 2019 im Klartext Verlag (Essen); seit 2020 erscheinen zwei Hefte pro Jahr (im Frühjahr und im Herbst) im Transcript Verlag (Bielefeld).
WerkstattGeschichte ist aus der Zeitschrift Geschichtswerkstatt hervorgegangen, die zwischen 1983 und 1992 vom Geschichtswerkstatt e. V. herausgegeben wurde und in verschiedenen Verlagen erschien. Sie entstammt der Geschichtswerkstätten-Bewegung der 1980er-Jahre, die eng mit der Hinwendung zu mikro- und alltagsgeschichtlichen Themen zusammenhing.
Alle Artikel können ein Jahr nach ihrem Erscheinen über die Website heruntergeladen werden, indem man die Ausgabe und den gewünschten Essay anklickt.